# 直沽駅
直沽駅（ちょくこえき）とは中華人民共和国天津市河東区に位置する天津地下鉄9号線の駅である。将来的には5号線との乗換駅となる予定である。また、計画時の名称は大直沽西路駅であった。

## 駅構造
- 島式ホーム1面2線を有する地下駅。

## 歴史
- 2011年5月1日 - 天津地下鉄9号線開業。[1]

## 隣の駅
- ■5号線

津塘路駅 - 直沽駅 - 下瓦房駅
- ■9号線

十一経路駅 - 直沽駅 - 東興路駅